# 立川善馬 (5代目)
五代目 立川 善馬(たてかわ ぜんば)は、落語家。2人存在している。
- 1人目 - 後の式亭三馬
- 2人目 - 本項で記述

五代目 立川 善馬（1885年4月19日 - 1960年4月8日）は、東京府（現在の東京都）出身の落語家。本名は、鳥井 兼吉。

## 経歴
はじめは奇術の天遊斎明一の門下で奇術や曲芸の修行を積む。
明治30年代末に初代三遊亭圓遊の門下となり、三遊亭遊福から三遊亭右圓遊、三遊亭遊朝、1919年頃三遊亭善馬、翌年三遊亭ぜん馬、1926年頃立川善馬となった。

## 人物
得意の演目は「楽屋の稽古代」であった。古い噺を忠実に覚えていて誰にでも気楽に稽古を付けた。寄席では予備でほとんど高座にあがることはなかった。晩年は耳が遠くなり、理由は不明だが日本芸術協会から落語協会に移籍している。
七代目立川談志、六代目柳亭燕路、五代目三遊亭圓楽も稽古に通ったという。
音源は「ねずみ穴」が残されている。